# 慈溪职高摸奶门
慈溪职高摸奶门事件源于2009年7月在网上流传的一段用手机拍摄的视频，视频中慈溪市某职业高中的一群高一学生在教室中围着一女生，集体摸其胸部，还有人用舌头舔，视频中有男子用轻佻的语气问女生“十九岁了吧”得到了其答复，还将视频记录下来，并称就我们几个自己看。这一事件与酒瓶门和脱裤们引发网友关注的，许多网友坚称，该女生發育很健康。该女生在视频曝光后自称想自杀。后有人就此事件提出应对当前的教育体系进行反思。
因在网络转载视频涉嫌传播淫秽物品罪，慈溪市公安局网监部门已介入监控调查。